# Biserica Sfântul Dumitru din Orhei
Biserica „Sfântul Dumitru” din Orhei este un lăcaș de cult creștin-ortodox amplasat în orașul Orhei (raionul Orhei), Republica Moldova. 
Ctitorie a lui Vasile Lupu, biserica a fost zidită între anii 1632–1636 și sfințită cu ocazia sosirii domnitorului la Orhei în 1637.

## Istoric

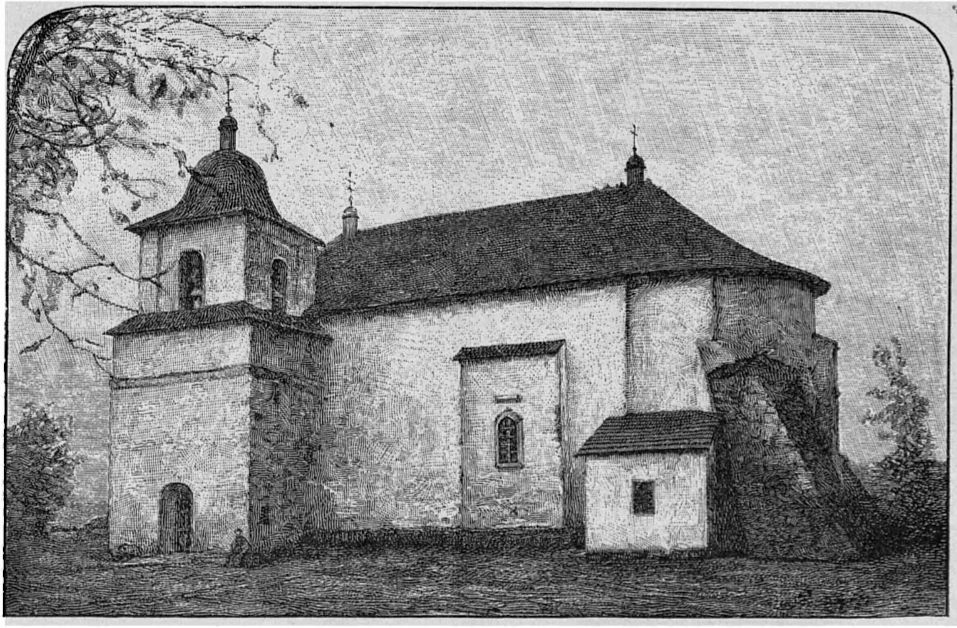
Biserica pe o ilustrație din 1889.

Lăcașul a fost ctitorit în 1637 de către Vasile Lupu, domnitorul Țării Moldovei între 1634–1653. Drept mărturie servește o pisanie cu stema Moldovei în centru, instalată deasupra intrării în biserică, cu următorul text:
„Cu binevoința Tatălui și cu ajutorul Fiului și cu săvârșirea Sfântului Duh, a ctitorit acest lăcaș, în numele preaslăvitului Dumnezeu - făcător de minuni - Ion Vasile Voievod din mila lui Dumnezeu, domn al Țării Moldovei și Doamna sa Teodosia și copiii voievodului”
Aspectul exterior a fost modificat de-a lungul anilor, fiind adăugată clopotnița în două niveluri.

## Descriere
Biserica este de tip moldovenesc vechi mixt. Pronaosul este dreptunghiular și alungit, intrarea în el este precedată de un pridvor închis, amplasat nu în continuarea pronaosului, ci dintr-o parte, în ciuda tradiției. Turnul clopotniței este amplasat deasupra pronaosului. Portalul este împodobit de un chenar de piatră în stil gotic. Și ferestrele sunt decorate cu unele elemente gotice. Cupolele naosului și pronaosului sunt probabil singurele autentice din piatră în bisericile moldovenești care nu au fost afectate de trecerea timpului.
În curtea bisericii se găsea e monumentul ctitorului Vasile Lupu. Citiva ani in urma a fost mutat in centrul orasului, linga primarie. Monumentul este turnat în bronz și este opera sculptorului Oscar Han.

## Contemporaneitate

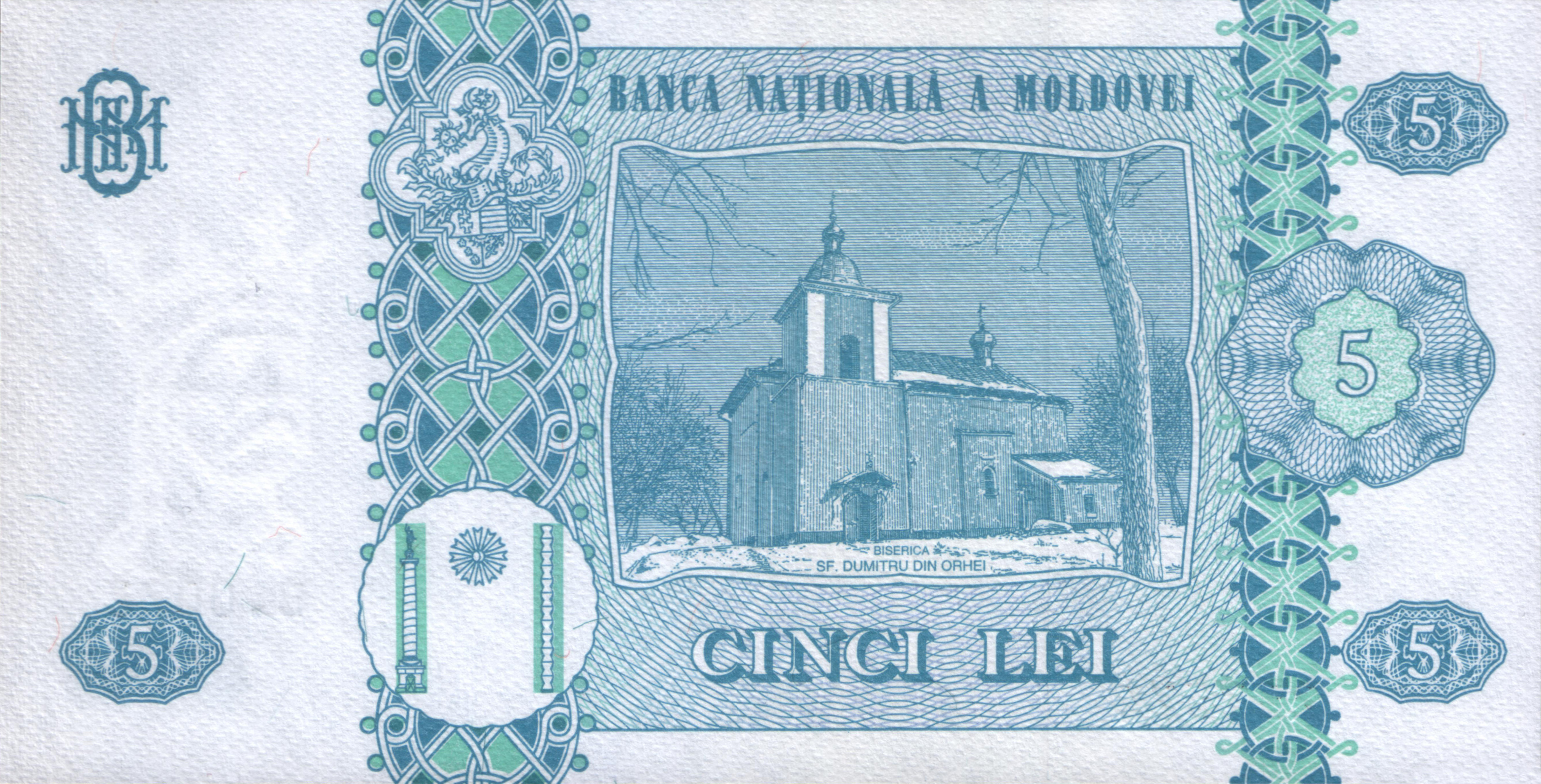
Imaginea bisericii pe reversul bancnotei cu valoarea nominală de
5 lei moldovenești.

Biserica face parte din Patrimoniul arhitectural național, fiind una din cele mai importante construcții ecleziastice din țară păstrată până în ziua de azi. Imaginea bisericii este tipărită pe verso-ul bancnotei de 5 lei moldovenești.
În 1939, biserica a beneficiat de lucrări de restaurare, eveniment consemnat pe o placă de marmoră așezată la intrare. Tot atunci, pictorul Petru Remus Troteanu a restaurat picturile murale din interior, dintre care una îl reprezintă pe Vasile Lupu ținând în mâini macheta bisericii. De atunci zugrăveala a fost vizibil afectată de fumul lumânărilor, în schimb pictura murală s-a păstrat bine. Clopotele sunt găurite de gloanțe, vestigii ale celui de-al Doilea Război Mondial.

## Galerie de imagini

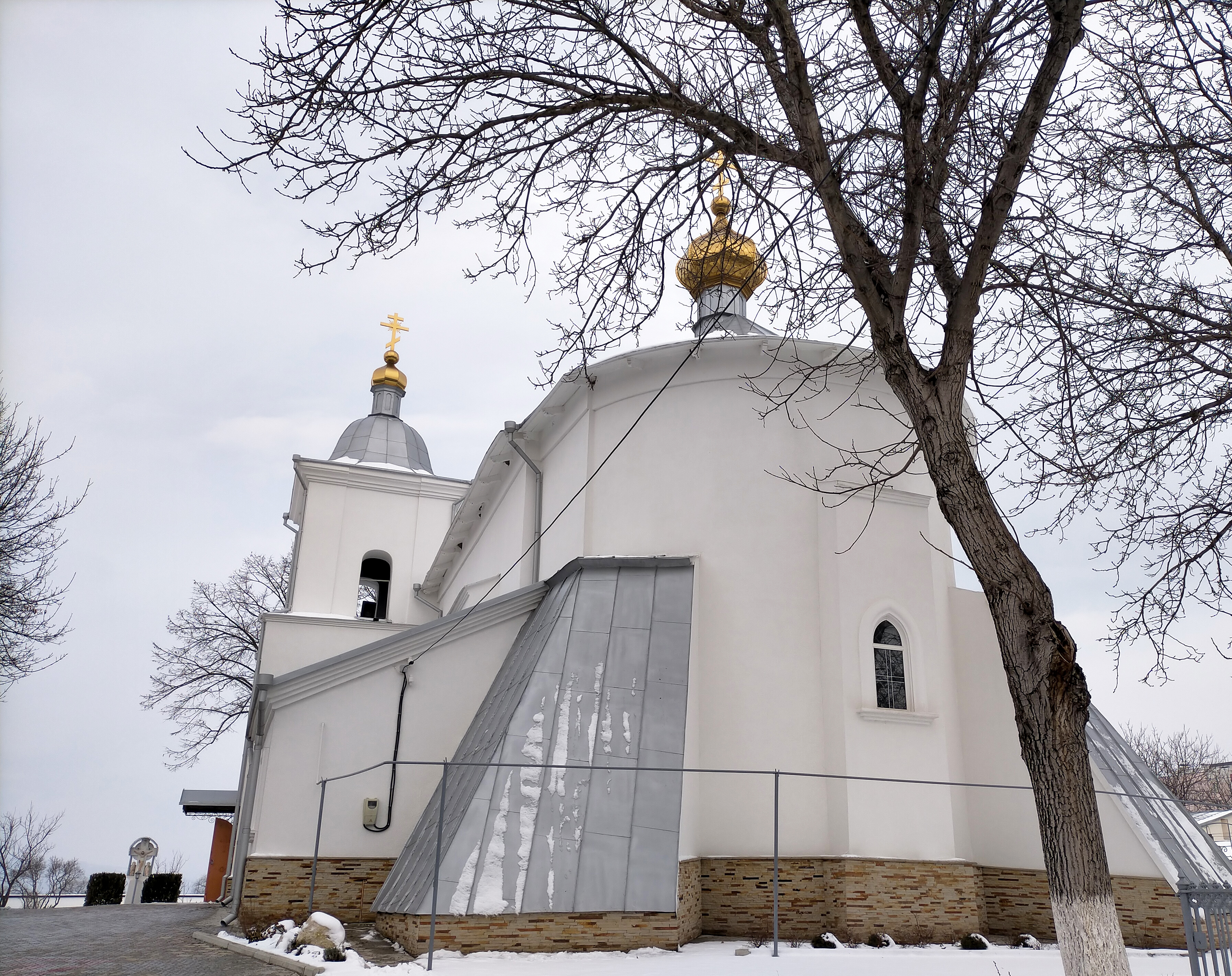
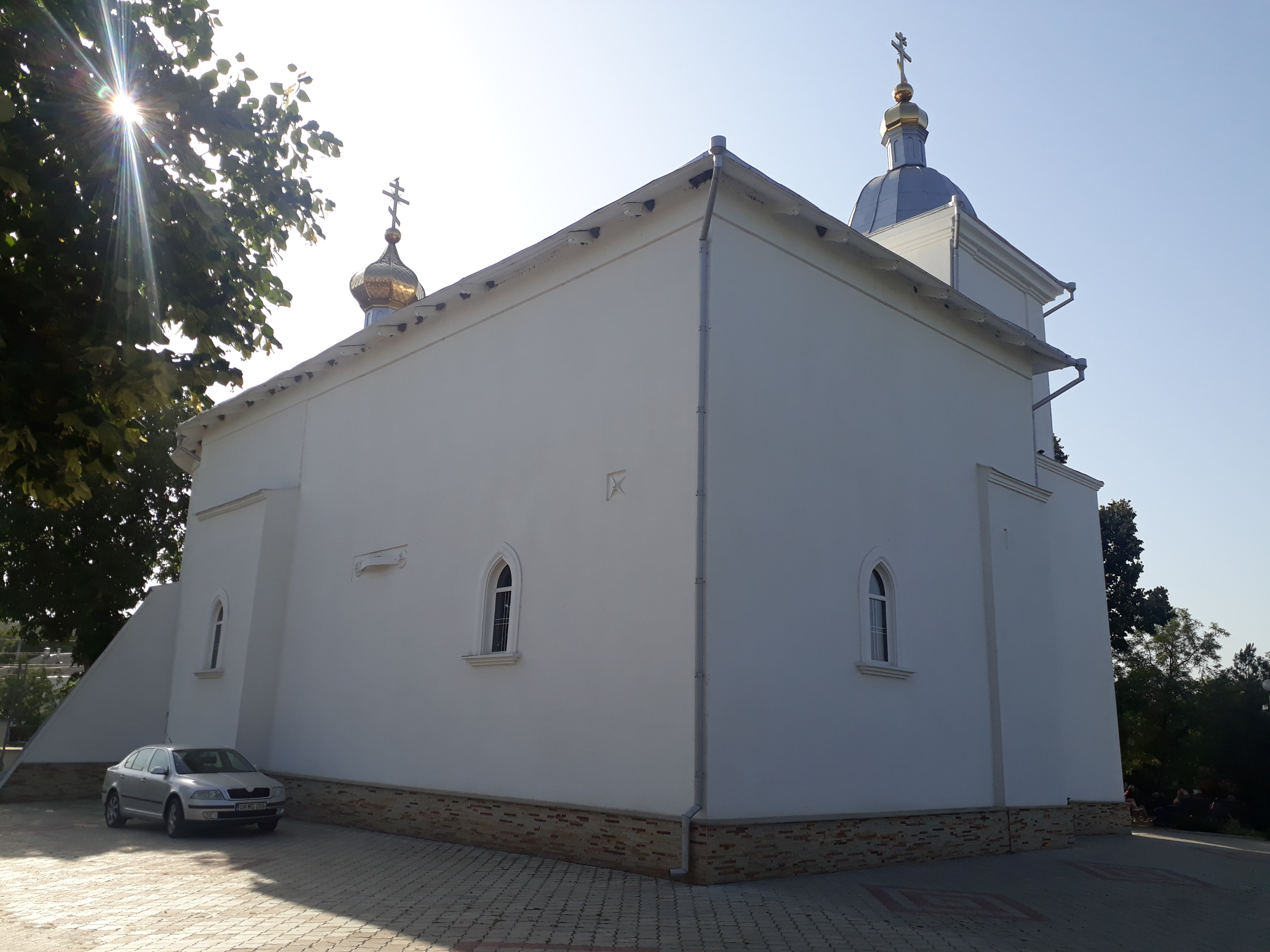
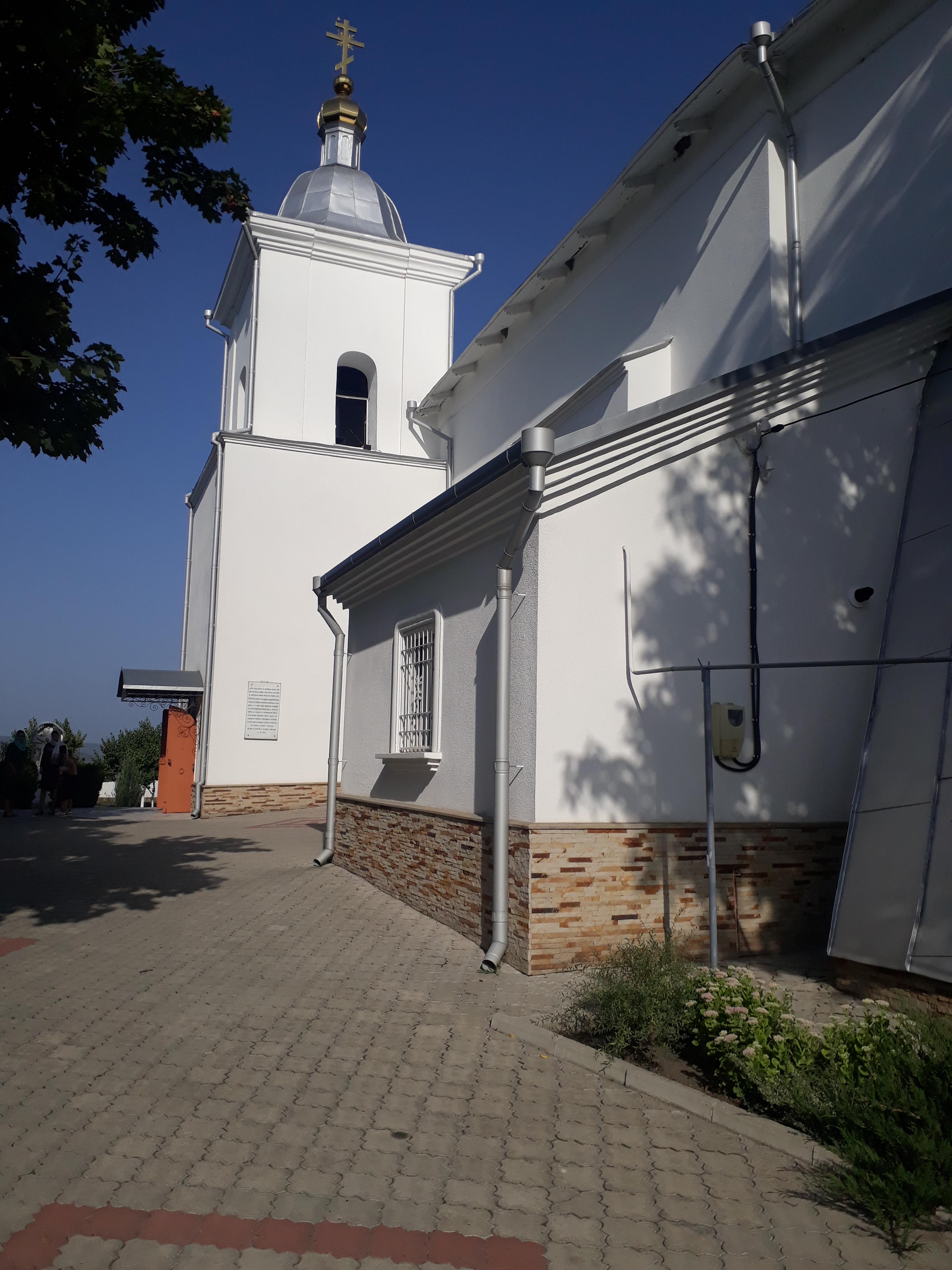
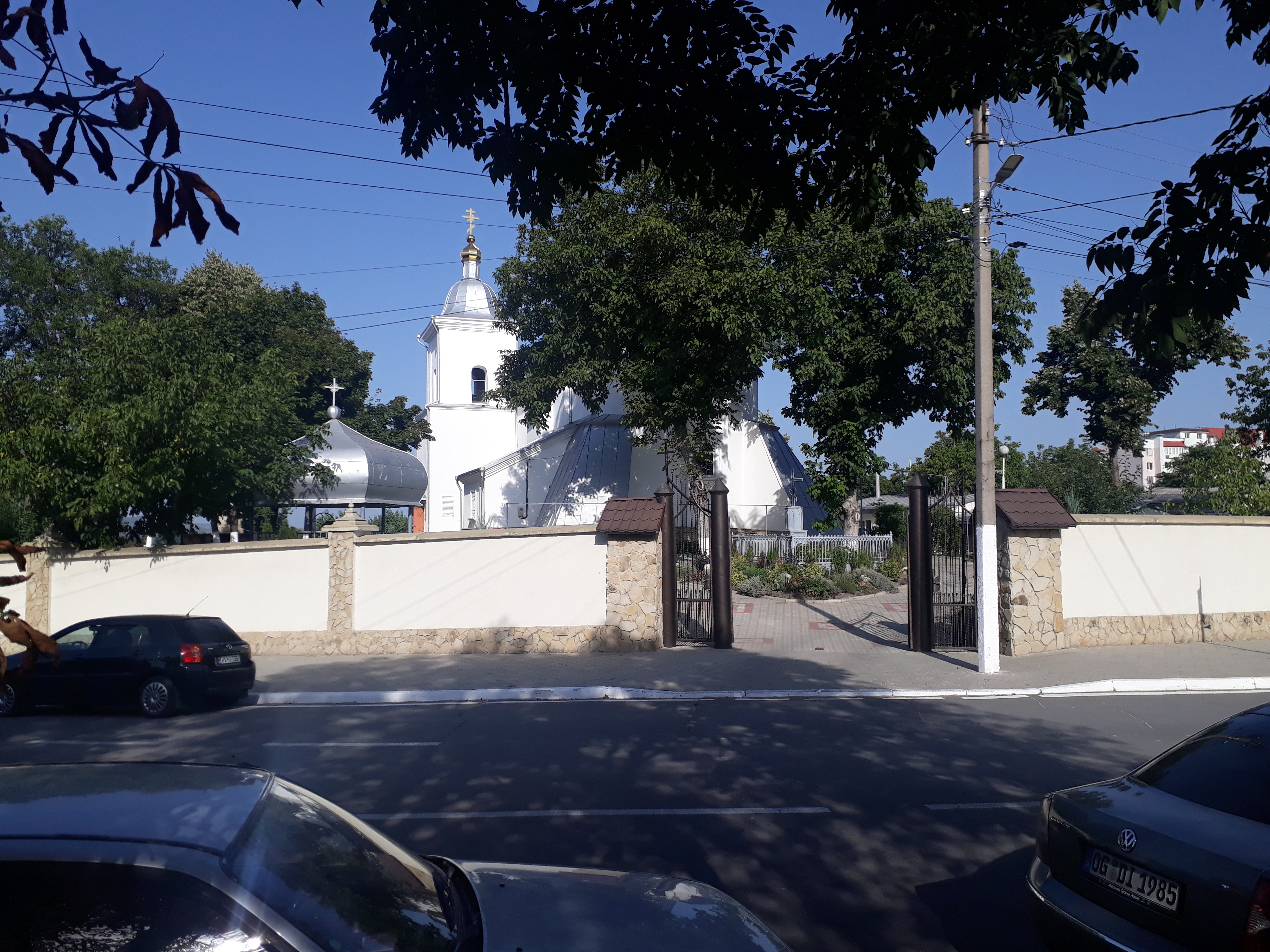
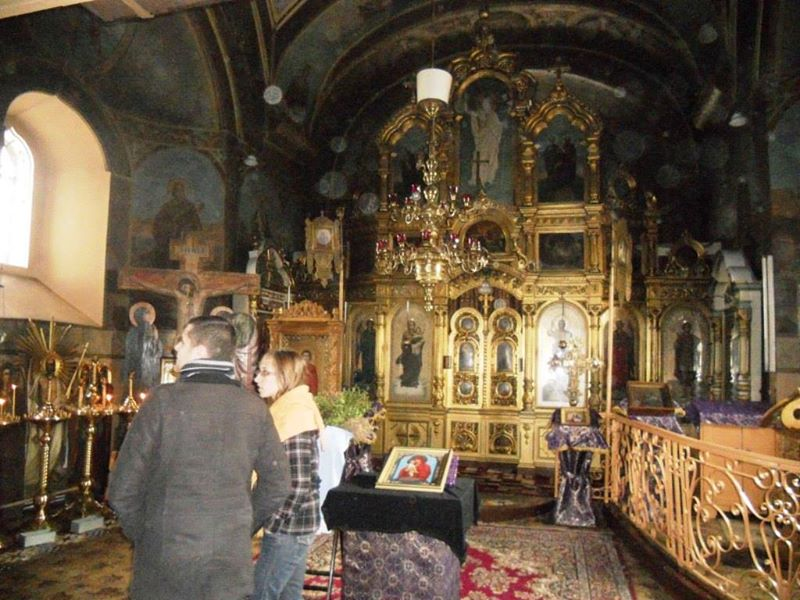
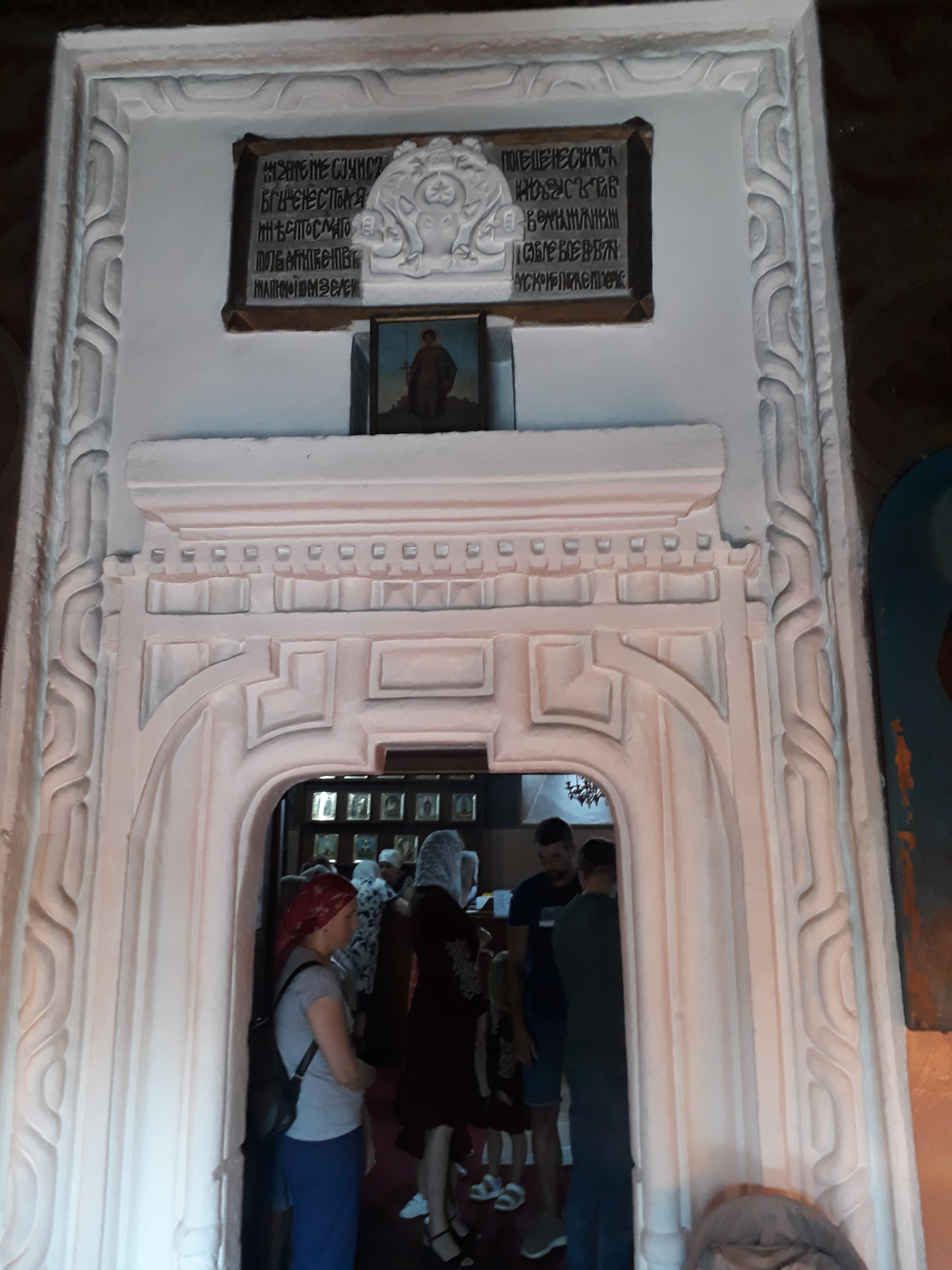
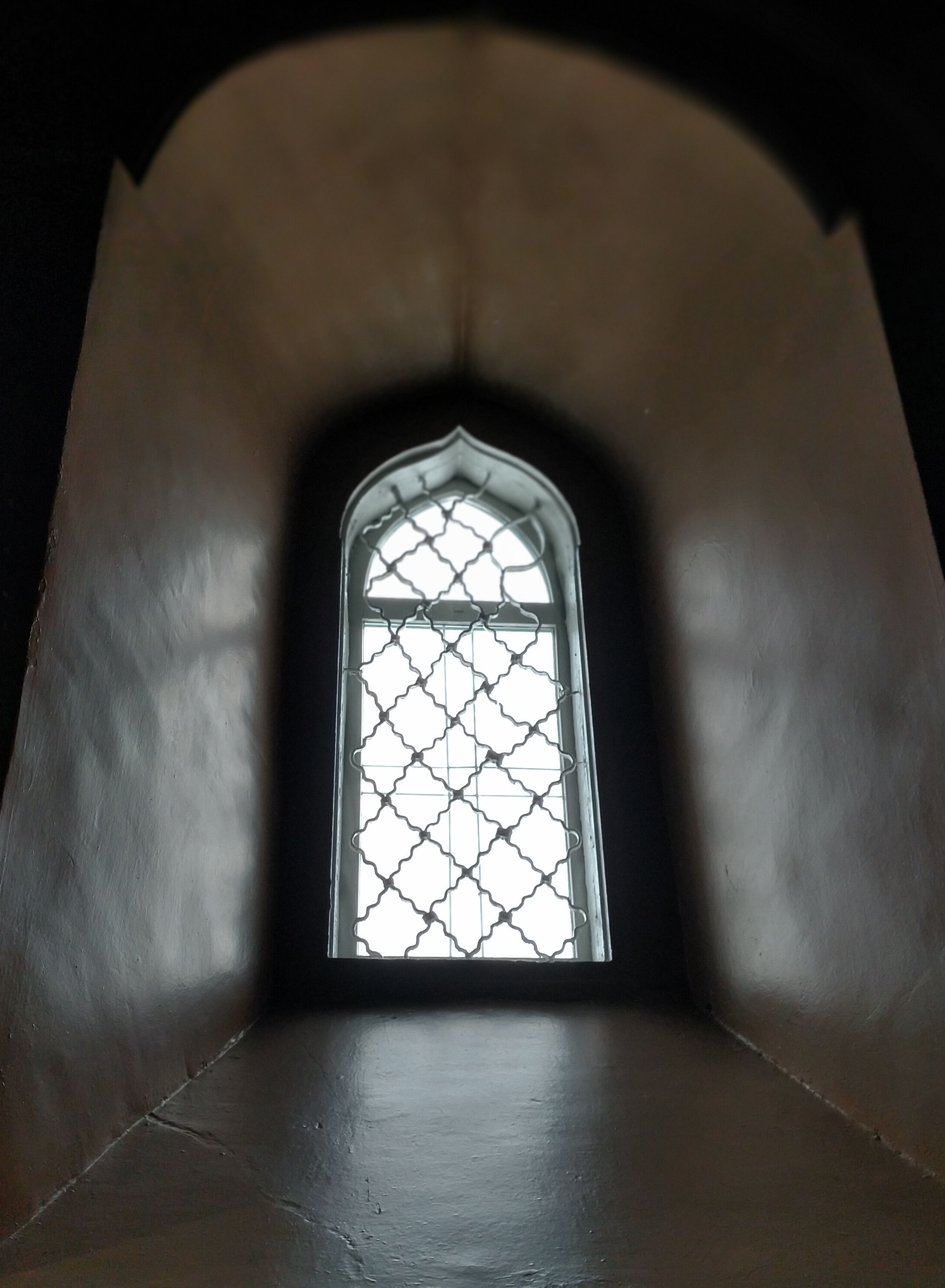
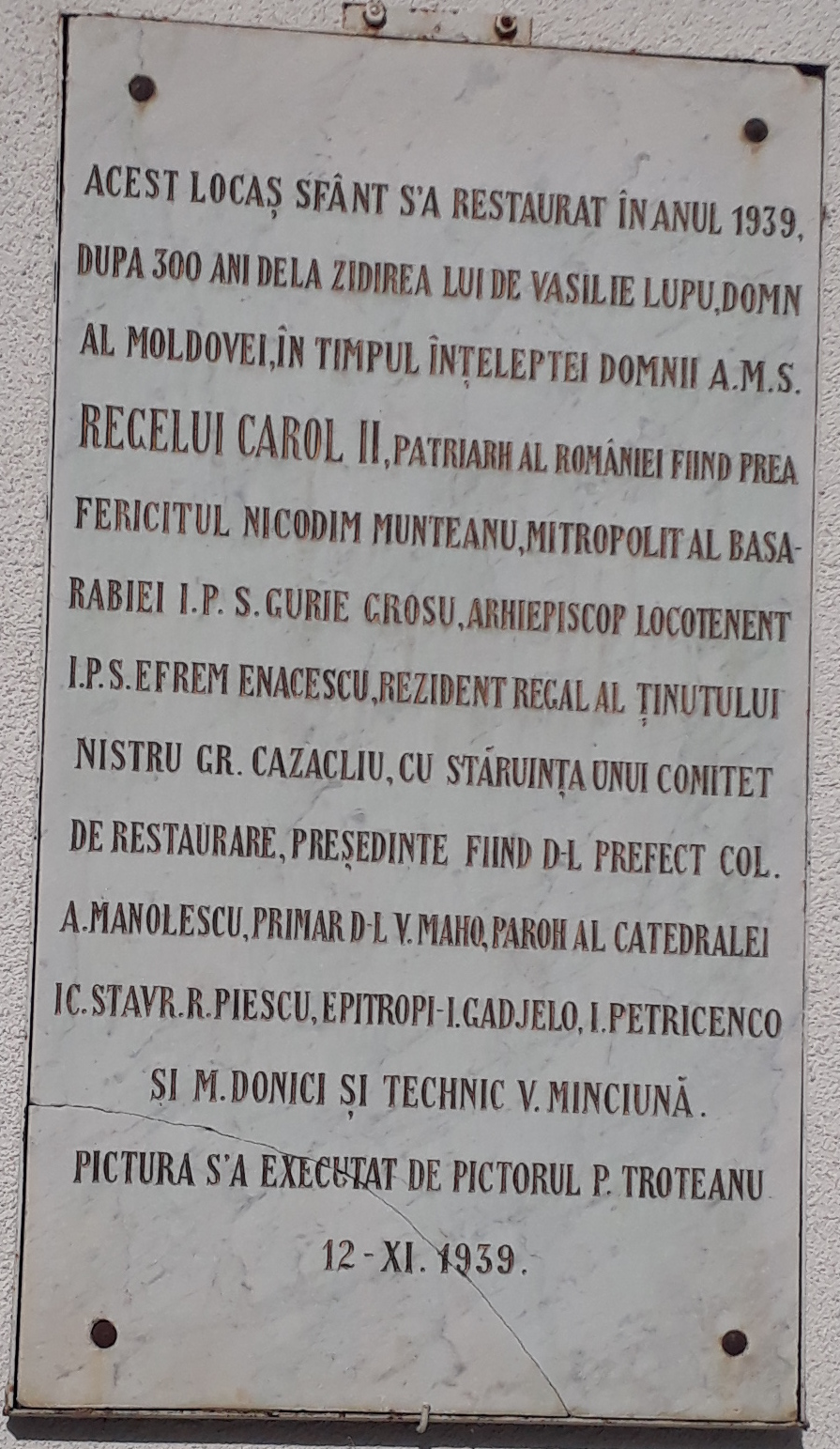